# 한신공영
한신공영 주식회사(韓信工營 株式會社, 이하 "한신공영(주)", 영어: HANSHIN Engineering & Construction Co., Ltd.)는 1950년 3월 한신축로공업사를 전신으로 설립된 대한민국의 아파트 건설업을 영위하는 기업이었다. 법인 전환일은, 1967년 2월 24일이지만 한신공영 주식회사의 최초 설립일자는 1950년 3월이다. 이후, 1960년 8월 한신공업사로 사명을 변경하였고 1967년 2월 24일 한신공영 주식회사로 법인 전환과 동시에 사명을 변경. 1976년 7월 7일 한국증권거래소(현 한국거래소)가 개설한 유가증권시장에 주식을 상장하였다. 한신공영의 창업주는, 故 김형종 전 한신공영그룹 회장이다. 본사는, 경기도 용인시에 위치해 있으며 서울사무소는 서울특별시 서초구에 위치해 있다.
국토교통부가 발표한 2019년 시공능력평가 결과, 토건시평액 1조 9,248억원으로 16위를 기록했다. 지난해보다 1계단 하락했다.

## 브랜드
- 한신더휴

## 같이 보기
- 한신코아백화점
- 대한건설협회
- 건설워커

## 본점 및 지점 현황
- 본점: 경기도 용인시 처인구 백암면 덕평로 82
- 서울지점: 서울특별시 서초구 잠원로 94 (잠원동, 한신빌딩)
- 대구지점: 대구광역시 북구 동암로 90 (동천동)